# 光川京子
光川 京子（みつかわ きょうこ、1918年1月30日 - 没年不詳）は、日本の女優である。出生名山口 まさ代（やまぐち まさよ）、結婚後本名吉田 まさ代（よしだ まさよ）。

## 人物・来歴
1918年（大正7年）1月30日、東京府東京市四谷区（現在の東京都新宿区四谷地区）に生まれる。
1931年（昭和6年）3月、旧制・氷川尋常小学校（現在の港区立赤坂小学校）を卒業するとともに、同年、松竹蒲田撮影所に入社する。記録に残るもっとも古い出演作品は、同年8月8日に公開された成瀬巳喜男監督の『腰辨頑張れ』である。1934年（昭和9年）秋、京都の松竹下加茂撮影所に異動になり、現代劇から時代劇に転向する。満17歳となった1935年（昭和10年）2月14日に公開された大曾根辰夫監督の『大江戸出世小唄』等で、高田浩吉の相手役を務めた。1936年（昭和11年）同年12月20日公開、笠井輝二監督の『弥之助行状記』に出演、松竹蒲田出身で同年に下加茂に異動してきて同作に主演した本郷秀雄と初めて共演する。1937年（昭和32年）7月14日に公開された犬塚稔監督『元禄快挙余譚 土屋主税 落花の巻』では、瑤泉院を演じている。
1938年（昭和13年）、満20歳で俳優の本郷秀雄と結婚した。1940年（昭和15年）4月19日に公開された星哲六監督の『維新子守唄』を最後に、夫婦ともども松竹を退社、東京の大都映画に移籍した。1942年（昭和17年）1月27日、大都映画は、戦時統制で新興キネマや日活の製作部門等と合併して大映を形成、光川も夫の本郷も継続入社し、大映東京第二撮影所に所属して、同年10月1日に公開された五所平之助監督の『新雪』に出演したが、同作以降の出演作は見当たらない。本郷は、日活京都撮影所改め大映京都撮影所に所属したため、生活拠点が京都に移っている。晩年は大阪市大淀区に住んだ。
夫の本郷秀雄が、1987年（昭和62年）6月22日、肺がんにより満70歳で死去した。その後の光川の消息は知られていない。没年不詳。

## フィルモグラフィ

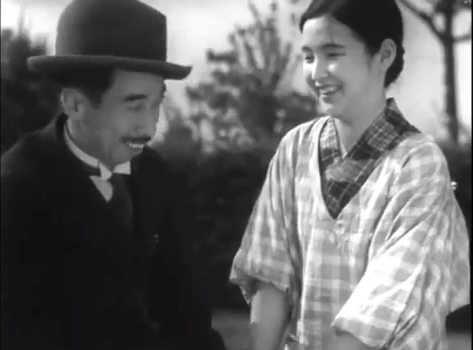
『腰辨頑張れ』（1931年）における裕福な戸田家の女中役、満13歳。左は関時男。

すべてクレジットは「出演」である。公開日の右側には役名、および東京国立近代美術館フィルムセンター（NFC）、マツダ映画社所蔵等の上映用プリントの現存状況についても記す。同センター等に所蔵されていないものは、とくに1940年代以前の作品についてはほぼ現存しないフィルムである。

### 松竹蒲田撮影所
すべて製作は「松竹蒲田撮影所」、すべて配給は「松竹キネマ」、特筆以外すべてサイレント映画である。
- 『腰辨頑張れ』 : 監督成瀬巳喜男、1931年8月8日公開 - 戸田家の女中、38分尺で現存（NFC所蔵[5]）
- 『女は袂を御用心』 : 監督成瀬巳喜男、1932年1月29日公開 - 令嬢
- 『初恋と与太者』 : 監督野村浩将、1932年3月3日公開
- 『天国に結ぶ恋』 : 監督五所平之助、サウンド版、1932年6月10日公開 - 一郎の妹光子
- 『可愛い後家さん』 : 監督斎藤寅次郎、1932年9月22日公開
- 『与太者と縁談』 : 監督野村浩将、1932年10月20日公開 - 敏夫の妹 道子、83分尺で現存（NFC所蔵[5]）
- 『与太者と芸者』 : 監督野村浩将、1933年1月26日公開 - 戸田糸子
- 『応援団長の恋』 : 監督野村浩将、トーキー、1933年3月1日公開 - 藝妓、78分尺で現存（NFC所蔵[5]）
- 『君と別れて』 : 監督成瀬巳喜男、1933年4月1日公開 - 芸妓、72分尺で現存（NFC所蔵[5]）
- 『非常時結婚』 : 監督佐々木恒次郎、1933年6月30日公開
- 『或る母の姿』 : 監督佐々木恒次郎、1933年7月20日公開
- 『与太者と海水浴』（『與太者の感激 與太者と海水浴』[5]） : 監督成瀬巳喜男、1933年8月17日公開 - 妹君江、70分尺で現存（NFC所蔵[5]）
- 『東京音頭』 : 監督野村芳亭、サウンド版、1933年9月28日公開 - 	弟子 春子、87分尺で現存（NFC所蔵[5]）
- 『大学の若旦那』 : 監督清水宏、サウンド版、1933年11月1日公開 - 半玉星千代、85分尺で現存（NFC所蔵[5]）
- 『愛撫』（ラムール） : 監督五所平之助、1933年11月9日公開 - 芸妓小春、113分尺で現存（NFC所蔵[5]）
- 『愛の出船』 : 監督勝浦仙太郎、1933年12月22日公開
- 『銀色夜叉』 : 監督佐々木恒次郎、1934年2月15日公開 - 役名不明、43分尺で現存（NFC所蔵[5]）
- 『母を恋はずや』 : 監督小津安二郎、1934年5月11日公開 - ベーカリーの娘和子、72分尺で現存（松竹所蔵・DVD発売）
- 『祇園囃子』 : 監督清水宏、サウンド版、1934年6月14日公開 - 秀龍
- 『大学の若旦那・太平楽』 : 監督清水宏、サウンド版、1934年8月30日公開 - 妹・おかや

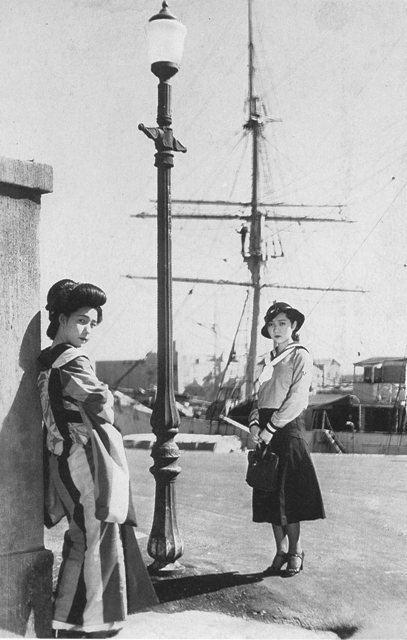
『大学の若旦那・太平楽』スチル写真

### 松竹下加茂撮影所
特筆以外すべて製作は「松竹下加茂撮影所」、特筆以外すべて配給は「松竹キネマ」あるいは「松竹」、特筆以外すべてトーキーである。
- 『瓦版かちかち山』 : 監督井上金太郎、サイレント映画、1934年10月3日公開
- 『源三郎異変 必殺剣鬼の巻』 : 監督大曾根辰夫、サイレント映画、1934年10月17日公開 [3]
- 『源三郎異変 絢爛恋慕の巻』 : 監督大曾根辰夫、サイレント映画、1934年11月8日公開 [3]
- 『辻斬ざんげ』 : 監督二川文太郎、サイレント映画、1934年11月15日公開
- 『殿様と隠密』 : 監督井上金太郎、サウンド版、1934年11月22日公開
- 『八州侍やくざ』（『八州やくざ侍』[3]） : 監督星哲六、サイレント映画、1934年12月公開
- 『侠客曾我』 : 監督井上金太郎、1934年12月31日公開 - 藩主の御愛妾
- 『平五郎兄弟』 : 監督河東与志、サイレント映画、1935年1月24日公開 - お妙
- 『侍丹三御殿騒動』 : 監督近藤勝彦、サウンド版、1935年1月27日公開
- 『大江戸出世小唄』 : 監督大曾根辰夫、1935年2月14日公開 - 主演
- 『道中女仁義』 : 監督星哲六、サウンド版、1935年3月21日公開 - 娘お蝶（由兵衛娘）
- 『浪人旅殺生菩薩』 : 監督近藤勝彦、サウンド版、1935年5月2日公開
- 『やくざ無敵』 : 監督笠井輝二、サウンド版、1935年5月9日公開
- 『第二新選組』 : 監督笠井輝二、サウンド版、1935年7月18日公開
- 『男の唄やくざの掟』（『やくざの掟 男の唄』[3]） : 監督大曾根辰夫、サウンド版、1935年8月1日公開 - 主演
- 『血刃の舞』 : 監督大下宗一、サウンド版、1935年8月22日公開
- 『右門捕物帖 花嫁地獄変』 : 監督二川文太郎、製作嵐寛寿郎プロダクション、配給新興キネマ、1935年11月16日公開 - 和泉屋の娘お京
- 『大前田外伝 ぎっちょの秋太郎』 : 監督星哲六、サウンド版、1935年12月19日公開
- 『め組の喧嘩』 : 監督冬島泰三、1935年12月31日公開
- 『ひやめしお旦那』 : 監督近藤勝彦、1936年2月22日公開
- 『初姿出世街道』 : 監督並木鏡太郎、製作松竹太秦撮影所、1936年3月19日公開 - お八重
- 『三ン下お旦那』 : 監督近藤勝彦、1936年4月3日公開
- 『千両小路』 : 監督笠井輝二、1936年4月11日公開 - おしん
- 『屑屋徳三郎』 : 監督近藤勝彦、1936年5月8日公開 - 主演
- 『姿なき魔刃』 : 監督星哲六、解説版、1936年5月28日公開
- 『お化け花嫁』 : 監督古野英治、1936年7月2日公開
- 『新版六花撰』 : 監督河東与志、解説版、1936年10月22日公開
- 『殺人千石船』 : 監督近藤勝彦、解説版、1936年10月27日公開
- 『弥之助行状記』 : 監督笠井輝二、解説版、1936年12月20日公開
- 『富士に立つ退屈男』 : 監督並木鏡太郎、製作松竹太秦撮影所、1937年1月5日公開 - お袖
- 『丁半雪の夜話』 : 監督大曾根辰夫、1937年3月18日公開
- 『夕立銀五郎 前篇』 : 監督近藤勝彦、1937年5月13日公開
- 『夕立銀五郎 後篇 比翼三度笠』 : 監督近藤勝彦、1937年6月3日公開
- 『安兵衛役者』 : 監督古野英治、1937年6月10日公開
- 『元禄快挙余譚 土屋主税 落花の巻』 : 監督犬塚稔、1937年7月14日公開 - 瑤泉院、52分尺で現存（NFC所蔵[5]）
- 『元禄快挙余譚 土屋主税 雪解篇』 : 監督犬塚稔、1937年8月14日公開 - 瑤泉院、60分尺で現存（NFC所蔵[5]）
- 『髭の五郎太』 : 監督近藤勝彦、1937年9月公開
- 『幽霊花聟』 : 監督中村敏郎、1937年10月28日公開 - 大夫元お島
- 『風流荒大名』 : 監督冬島泰三、1938年1月14日公開 - お高麗の方
- 『突貫弥次喜多』 : 監督古野英治、1938年1月27日公開
- 『火華』 : 監督星哲六、1938年3月10日公開 - 主演
- 『羽子板の謎』 : 監督岩田英二、1938年4月8日公開
- 『黒田誠忠録』 : 監督衣笠貞之助、1938年6月17日公開 - 重乃
- 『菩薩の眉』 : 監督大曾根辰夫、1938年8月4日公開
- 『会津の娘達』 : 監督広瀬正明、1939年2月15日公開
- 『銭形平次捕物控』 : 監督星哲六、1939年4月13日公開 - 女房お静
- 『小栗栖の長兵衛』 : 監督冬島泰三、1939年7月13日公開 - 妹おいね
- 『芝居船』 : 監督冬島泰三、1939年12月12日公開 - 娘お種
- 『夕焼富士 完結篇』 : 監督秋山耕作、1940年2月22日公開 [3]
- 『女忠臣蔵』 : 監督小坂哲人、1940年3月26日公開
- 『弥次喜多 六十四州唄栗毛』 : 監督古野英治、1940年4月9日公開 [3]
- 『維新子守唄』 : 監督星哲六、1940年4月19日公開

### 大都映画
すべて製作・配給は「松竹キネマ」あるいは「大都映画」、すべてトーキーである。
- 『双竜二人街道』 : 監督石山稔、1940年6月20日公開
- 『銀五郎裸勝負』 : 監督佐伯幸三、1940年7月25日公開 - 文江、11分尺で現存（NFC所蔵[5]）
- 『木曾路八宿』 : 監督後藤昌信、1940年8月29日公開
- 『下町三人娘』 : 監督宇佐美彪、1940年9月5日公開
- 『小金井小次郎』 : 監督石山稔、1940年10月10日公開
- 『隠密縁起 前篇』 : 監督中島宝三、1940年10月17日公開 - お園（主膳娘）
- 『隠密縁起 後篇』 : 監督中島宝三、1940年10月17日公開 - お園（主膳娘）
- 『愛情の権利』 : 監督益田晴夫、1940年11月7日公開
- 『生きる強さ 前後篇』 : 監督小崎政房、1940年11月21日公開
- 『祖国を護れ』 : 監督秋田敏三・宇佐美彪、1941年1月14日公開
- 『女人一路』 : 監督小崎政房、応援監督秋田敏三、1941年3月6日公開
- 『逢初峠』 : 監督中島宝三、1941年4月3日公開
- 『風雲』 : 監督後藤昌信、1941年5月1日公開 - カマド

### 大映
- 『新雪』 : 監督五所平之助、製作大映東京第二撮影所、配給映画配給社、1942年10月1日公開 - 隣組 仲居、84分尺で現存（NFC所蔵[5]）